# Polyptychus javanicus
Polyptychus javanicus är en fjärilsart som beskrevs av Gehlen. 1931. Polyptychus javanicus ingår i släktet Polyptychus och familjen svärmare. Inga underarter finns listade i Catalogue of Life.